# اهرنشاگین-داسکو
اهرنشاگین-داسکو (به آلمانی: Ahrenshagen-Daskow) یک شهر در آلمان است که در مکلنبورگ-فورپومرن واقع شده‌است.

## خصوصیات
اهرنشاگین-داسکو ۵۸٫۳۲ کیلومترمربع مساحت دارد ۲۲ متر بالاتر از سطح دریا واقع شده‌است.